# ジャガー・マークVII/VIII/IX
ジャガー・マークVII/VIII/IXは、イギリスの自動車メーカー・ジャガーが1950年から1961年まで生産した大型乗用車である。

## 概要

### マークVII
1950年10月のロンドン自動車ショーで発表された。先代のマークVとホイールベースは共通で同一シャシーを用いていたが、内容は大幅に近代化された。ちなみに「マークVI」は存在せず「本来はマークVの高性能版のための車名となるはずであったが実現しなかった」とも「ジャガーがライバル視していたベントレーがマークVIIを発表しておりそれに遅れをとることを避けた」とも言われている。
幅広の車体はフェンダーとヘッドライトを車体に完全に統合し、リアオーバーハング延長でトランクスペースを拡大した新デザインで、しかもふくよかなフェンダーラインを残してクラシカルな雰囲気を留めた、ジャガーのオーナーであるウィリアム・ライオンズの作品にふさわしいエレガントなスタイルとなった。実質的な車幅の大幅拡大は、重要な輸出先であるアメリカ市場でのニーズに応じたものである。
エンジンは2年前に同じロンドン自動車ショーで発表され、前年に発売されていたスポーツカー・XK120と共通の直列6気筒DOHC3,442cc・160hp/5,500rpm、27.0kgm/2,500rpmと高性能なXKエンジンがサルーン系として初採用された。元々このエンジンは新型サルーン用として開発されていたのが実現したわけである。この強力なエンジンのおかげで、大柄で背の高いスタイルと1,676kgと重い車体にもかかわらず、当時の高級乗用車としては画期的な、最高速度100mphを超える168km/hを実現した。当時の英国自動車雑誌・「ザ・モーター」によると、最高速は101mph、0-60mph加速13.1秒と、今日でも通用する動力性能を記録している。
ドラム式ブレーキにはサーボアシストが装備された。
当時の新車価格は£1693で、性能の割に割安という戦前からのジャガー車の伝統は守られていた。 第二次世界大戦からのイギリスの復興を象徴する豪華高性能高級車として歓迎され、1954年のマイナーチェンジまでに20,908台が生産され、その多くがアメリカに輸出された。
レーサーとしても使われ、シルバーストン・サーキットでのプロダクションツーリングカーレースで1952年から1956年にかけて5年連続で優勝するなどXK120にもそれほど劣らぬ好成績を収めた。
1953年初頭にはジャガーとして初めてのオートマチックトランスミッションをボルグワーナー製3速で設定した。

### マークVII M
1954年のロンドン自動車ショーでXK140と同時発表された改良型。Mはモディファイの意。圧縮比を9.0に向上した「XK120 SE」エンジンの搭載で190hp/5,500rpm、28.1kgm/3,000rpmに高められ、最高速度は104mph(167km/h)となった。また、輸出向けには前年からオプションとなっていたボルグワーナー製3速オートマチックが英国内でも注文可能となった。外観上の識別点はヘッドライト下の補助ランプがホーングリルとなり、バンパーのボディサイドへの回り込みが大きくなったことである。
トランスミッションはクロスレシオ化された。
このモデルは1956年のモンテカルロラリーに優勝するなど、より小型軽量なMk1 3.4が1957年に登場するまでモータースポーツでも活躍した。1956年から始まった第二次中東戦争によるガソリン危機で売り上げは鈍化したが、それでも2年間に10,061台が生産された。

### マークVIII
1956年のロンドン自動車ショーで改良型が発表され、車名がマークVIIIとなった。ウッドと革がふんだんに用いられていた内装は一層豪華になり、外観ではフロントグリルが変更され、フロント窓ガラスが一枚の曲面ガラスとなった。エンジンは翌年に登場するXK150・SE同様、210hpに強化され、最高速度は106mph(170km/h)となった。
1959年までに6,227台が生産された。

### マークIX
1958年10月に登場したこのシリーズの最終型。
機構的にはXKエンジンが内径φ87.0mm×行程106.0mmmの3,781ccに拡大され220hp/5,500rpm、33.2kgm/3,000rpmにパワーアップしたこと、ダンロップ製四輪ディスクブレーキとパワーステアリングが標準装備されたことが特徴である。最高速は183km/h。「ザ・モーター」誌のテストでは最高速度114.4mph、0-60mph加速11.3秒と、設計年次の古さを感じさせない高性能ぶりであった。 
車体は基本的にマークVIIIと共通だったが「sunshine roof」と呼ばれたスライド式サンルーフが標準装備となり、流行の2トーンカラーも選択可能となった。
1961年により近代的で大型のマークXが登場するまでに、10,005台が生産された。

## 当時の日本においての状況
当時の日本にも輸入されたが、マークVIII/IX時代になると輸入制限が厳しくなり、大半が駐留米軍人や外国人、外交官の持ち込み車となった。この時代の日本人オーナーには旺文社創業者の赤尾好夫、美学者・クラシックカー収集家として知られた昭和女子大学教授の濱徳太郎らがいた。濱はこのシリーズを評して「スポーツ的であり、街の車でもあり、クラシックなところを持ちながらやはり現代の車だ。若い人に人気があり乍ら、私たちにも使える。こんなところが面白い」と述べている。